# Onthophagus granulipennis
Onthophagus granulipennis là một loài bọ cánh cứng trong họ Bọ hung (Scarabaeidae).